# アマルチウス科

アマルチウス科の属と亜属のおおよその生息期間。

アマルチウス科（学名：Amaltheidae）は、前期ジュラ紀のエオデロセラス上科に含まれる1科で、1957年の論文には、強くうねった殻に縫合線のある円盤状であり、幅の狭いインボリュート曲線のような、幅の広い肋に沿って一連の溝または結節を持ち、角張った幅の狭い丸く帯びた渦を持つことを特徴とする属からなる。
Donovan et al. (1981)のDonovanは，Arkell, et al. (1957)の指摘でのアマルチウス科を論文に示されているように維持しているが、プセウドアマルチウス（Pseudoamaltheus）をアマルチウス（アマルチウスの亜属）と同定義にし、有効な属の数を3属に減らしている。また、これらはアマルチウス、アマウロセラス、プレウロセラスである。
アマルチウス科はリパロセラス科から派生した科で、主に北方域に分布する。